# Хенераль-Сан-Мартин (муниципалитет)
Муниципалитет Хенераль-Сан-Мартин  (исп. Partido de General San Martín) — муниципалитет в Аргентине в составе провинции Буэнос-Айрес.
Территория — 56 км². Население — 414196 человек. Плотность населения — 7396,43 чел./км².
Административный центр — Сан-Мартин.

## География
Департамент расположен на северо-востоке провинции Буэнос-Айрес.
Департамент граничит:
- на северо-западе — c муниципалитетом Тигре
- на северо-востоке — с муниципалитетами Сан-Исидро, Висенте-Лопес
- на юго-востоке — с городом Буэнос-Айрес
- на юго-западе — с муниципалитетом 3 Февраля
- на западе — с муниципалитетом Сан-Мигель

## Важнейшие населенные пункты[2]
| № | Населённый пункт | Населённый пункт (исп.) | Категория   | Население чел. (2010) | На карте                        |
| - | ---------------- | ----------------------- | ----------- | --------------------- | ------------------------------- |
| 1 | Сан-Мартин       | San Martín              | агломерация | 414196                | 34°34′35″ ю. ш. 58°32′20″ з. д. |

#### Агломерация Сан-Мартин
- входит в агломерацию Большой Буэнос-Айрес

| № | Населённый пункт                 | Населённый пункт (исп.)          | Категория | Население чел. (2010) | На карте                        |
| - | -------------------------------- | -------------------------------- | --------- | --------------------- | ------------------------------- |
| 1 | Вилья-Бальестер                  | Villa Ballester                  | город     | 35301                 | 34°32′54″ ю. ш. 58°33′25″ з. д. |
| 2 | Сан-Мартин                       | San Martín                       | город     | 28399                 | 34°34′35″ ю. ш. 58°32′20″ з. д. |
| 3 | Вилья-Майпу                      | Villa Maipú                      | город     | 24447                 | 34°33′59″ ю. ш. 58°31′18″ з. д. |
| 4 | Билингхерст                      | Billinghurst                     | город     | 19138                 | 34°34′34″ ю. ш. 58°34′23″ з. д. |
| 5 | Лома-Эрмоса                      | Loma Hermosa                     | город     | 17960                 | 34°33′12″ ю. ш. 58°35′35″ з. д. |
| 6 | Хосе-Леон-Суарес                 | José León Suárez                 | город     | 15740                 | 34°32′00″ ю. ш. 58°34′33″ з. д. |
| 7 | Сан-Андрес                       | San Andrés                       | город     | 9750                  | 34°33′35″ ю. ш. 58°32′27″ з. д. |
| 8 | Вилья-Линч                       | Villa Lynch                      | город     | 3987                  | 34°35′28″ ю. ш. 58°31′54″ з. д. |
| 9 | Баррио-Парке-Хенераль-Сан-Мартин | Barrio Parque General San Martín | поселок   | 410                   | 34°33′52″ ю. ш. 58°35′07″ з. д. |